# Razzie Awards 2002

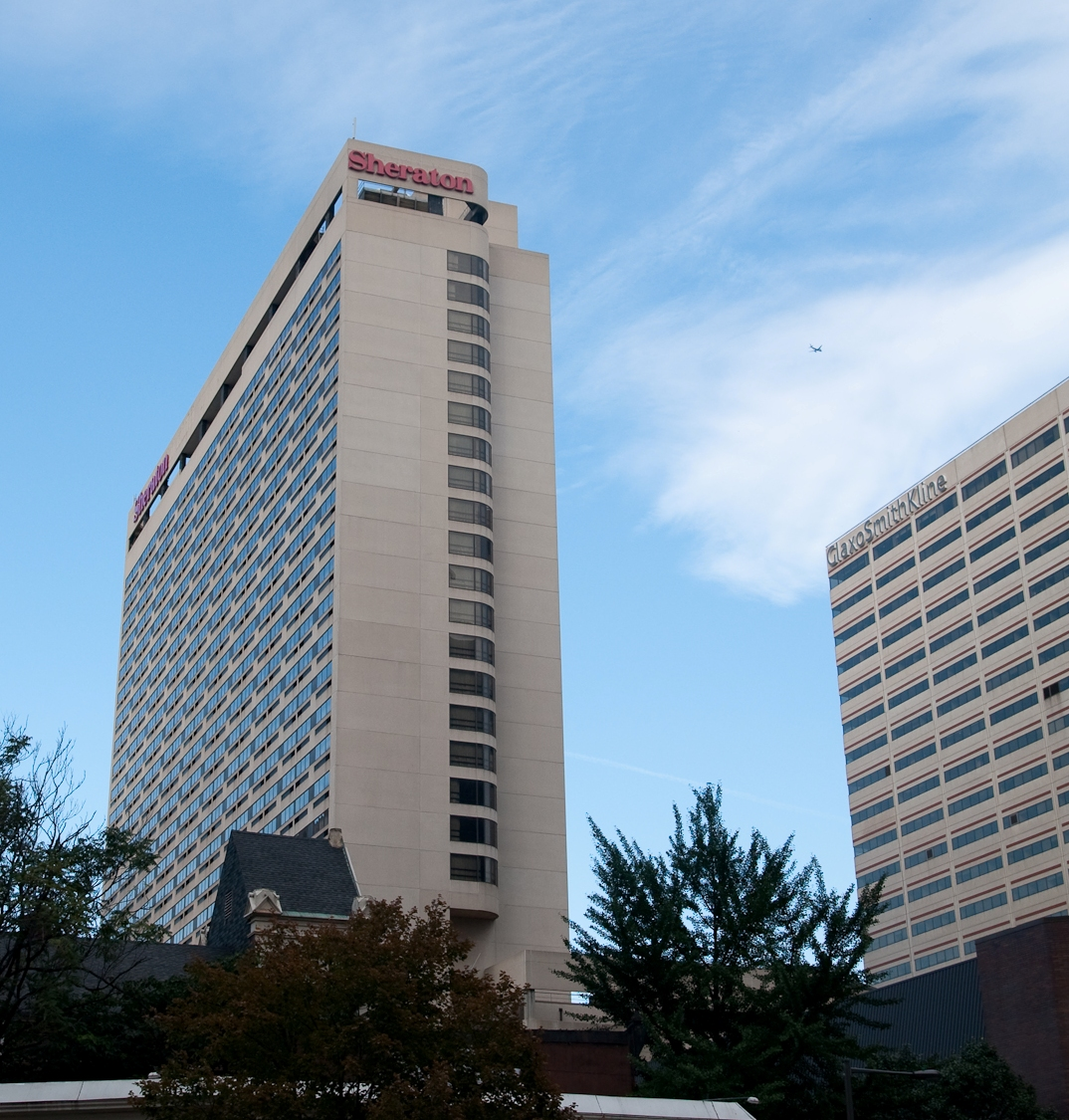
Lo Sheraton Hotel di Santa Monica, sede della ventitreesima edizione dei Razzie Awards

La 23ª edizione dei Razzie Awards si è svolta il 22 marzo 2003 allo Sheraton Hotel di Santa Monica, per premiare i peggiori film dell'anno 2002. Le candidature erano state annunciate alcuni mesi prima, il giorno prima delle candidature ai Premi Oscar 2003. Travolti dal destino è stato il maggiore vincitore del 2002, con cinque premi, incluso il peggior film.
Il film più premiato dell'anno è stato Travolti dal destino, mentre i più nominati sono stati Crossroads - Le strade della vita, candidato a otto premi, seguito da Travolti dal destino e Star Wars: Episodio II - L'attacco dei cloni con sette, Pinocchio con sei e Pluto Nash con cinque candidature.

## Vincitori e candidati
Verranno di seguito indicati in grassetto i vincitori.
Ove ricorrente e disponibile, viene indicato il titolo in lingua italiana e quello in lingua originale tra parentesi.

### Peggior film
- Travolti dal destino (Swept Away), regia di Guy Ritchie
- Pluto Nash (The Adventures of Pluto Nash), regia di Ron Underwood
- Crossroads - Le strade della vita (Crossroads), regia di Tamra Davis
- Pinocchio, regia di Roberto Benigni
- Star Wars: Episodio II - L'attacco dei cloni (Star Wars: Episode II - Attack of the Clones), regia di George Lucas

### Peggior attore
- Roberto Benigni - Pinocchio
- Adriano Giannini - Travolti dal destino (Swept Away)
- Eddie Murphy - Pluto Nash (The Adventures of Pluto Nash), Le spie (I Spy), Showtime
- Steven Seagal - Infiltrato speciale (Half Past Dead)
- Adam Sandler - Otto notti di follie (Eight Crazy Nights), Mr. Deeds

### Peggior attrice
- Madonna - Travolti dal destino (Swept Away)
- Britney Spears - Crossroads - Le strade della vita (Crossroads)
- Angelina Jolie - Una vita quasi perfetta (Life or Something Like It)
- Jennifer Lopez - Via dall'incubo (Enough) e Un amore a 5 stelle (Maid in Manhattan)
- Winona Ryder - Mr. Deeds

### Peggior attore non protagonista
- Hayden Christensen - Star Wars: Episodio II - L'attacco dei cloni (Star Wars: Episode II - Attack of the Clones)
- Tom Green - 110 e frode (Stealing Harvard)
- Freddie Prinze, Jr. - Scooby-Doo
- Christopher Walken - The Country Bears - I favolorsi (The Country Bears)
- Robin Williams - Eliminate Smoochy (Death to Smoochy)

### Peggior attrice non protagonista
- Madonna - La morte può attendere (Die Another Day)
- Lara Flynn Boyle - Men in Black II
- Bo Derek - Il maestro cambiafaccia (Master of Disguise)
- Natalie Portman - Star Wars: Episodio II - L'attacco dei cloni (Star Wars Episode II: Attack of the Clones)
- Rebecca Romijn - Rollerball

### Peggior regista
- Guy Ritchie - Travolti dal destino (Swept Away)
- Roberto Benigni - Pinocchio
- Tamra Davis - Crossroads - Le strade della vita (Crossroads)
- George Lucas - Star Wars: Episodio II - L'attacco dei cloni (Star Wars Episode II: Attack of the Clones)
- Ron Underwood - Pluto Nash (The Adventures of Pluto Nash)

### Peggior sceneggiatura
- Star Wars: Episodio II - L'attacco dei cloni (Star Wars Episode II: Attack of the Clones) - sceneggiatura di George Lucas e Jonathan Hales
- Pluto Nash (The Adventures of Pluto Nash) - scritto da Neil Cuthbert
- Crossroads - Le strade della vita (Crossroads) - sceneggiatura di Shonda Rhimes
- Pinocchio - sceneggiatura di Vincenzo Cerami e Roberto Benigni, basata sul romanzo di Carlo Collodi
- Travolti dal destino (Swept Away) - sceneggiatura di Guy Ritchie

### Peggior coppia
- Madonna e Adriano Giannini - Travolti dal destino (Swept Away)
- Roberto Benigni e Nicoletta Braschi - Pinocchio
- Hayden Christensen e Natalie Portman - Star Wars: Episodio II - L'attacco dei cloni (Star Wars: Episode II - Attack of the Clones)
- Eddie Murphy e a scelta tra Robert De Niro - Showtime, Owen Wilson - Le spie (I Spy) o il clone di sé stesso - Pluto Nash (The Adventures of Pluto Nash)
- Britney Spears e Anson Mount - Crossroads - Le strade della vita (Crossroads)

### Peggior remake o sequel
- Travolti dal destino (Swept Away), regia di Guy Ritchie
- Le spie (I Spy), regia di Betty Thomas
- Mr. Deeds, regia di Steven Brill
- Pinocchio, regia di Roberto Benigni
- Star Wars: Episodio II - L'attacco dei cloni (Star Wars Episode II: Attack of the Clones), regia di George Lucas

### Peggior canzone originale
- I'm Not a Girl, Not Yet a Woman - Crossroads - Le strade della vita (Crossroads), musica e testo di Max Martin, Rami e Dido
- Die Another Day - La morte può attendere (Die Another Day), musica e testo di Madonna e Mirwais Ahmadzaï
- Overprotected - Crossroads - Le strade della vita (Crossroads), musica e testo di Max Martin e Rami

### Più flatulento film per adolescenti
- Jackass: The Movie di Jeff Tremaine
- Otto notti di follie (Eight Crazy Nights) di Seth Kearsley
- Crossroads - Le strade della vita (Crossroads) di Tamra Davis
- Scooby-Doo di Raja Gosnell
- xXx di Rob Cohen

## Statistiche vittorie/candidature
Premi vinti/candidature:
- 5/7 - Travolti dal destino (Swept Away)
- 2/8 - Crossroads - Le strade della vita (Crossroads)
- 2/7 - Star Wars: Episodio II - L'attacco dei cloni (Star Wars: Episode II - Attack of the Clones)
- 1/6 - Pinocchio
- 1/2 - La morte può attendere (Die Another Day)
- 1/1 - Jackass: The Movie
- 0/5 - Pluto Nash (The Adventures of Pluto Nash)
- 0/3 - Le spie (I Spy)
- 0/3 - Mr. Deeds
- 0/2 - Showtime
- 0/2 - Otto notti di follie (Eight Crazy Nights)
- 0/2 - Scooby-Doo
- 0/1 - Infiltrato speciale (Half Past Dead)
- 0/1 - Una vita quasi perfetta (Life or Something Like It)
- 0/1 - Via dall'incubo (Enough)
- 0/1 - Un amore a 5 stelle (Maid in Manhattan)
- 0/1 - 110 e frode (Stealing Harvard)
- 0/1 - The Country Bears - I favolorsi (The Country Bears)
- 0/1 - Eliminate Smoochy (Death to Smoochy)
- 0/1 - Men in Black II
- 0/1 - Il maestro cambiafaccia (Master of Disguise)
- 0/1 - Rollerball
- 0/1 - xXx